# الصفاء (الحيمة الخارجية)

تعديل مصدري - تعديل

الصفاء هي إحدى قرى عزلة الجحادب بمديرية الحيمة الخارجية التابعة لمحافظة صنعاء، بلغ تعداد سكانها 170 نسمة حسب تعداد اليمن لعام 2004.